# ポール・サラザン

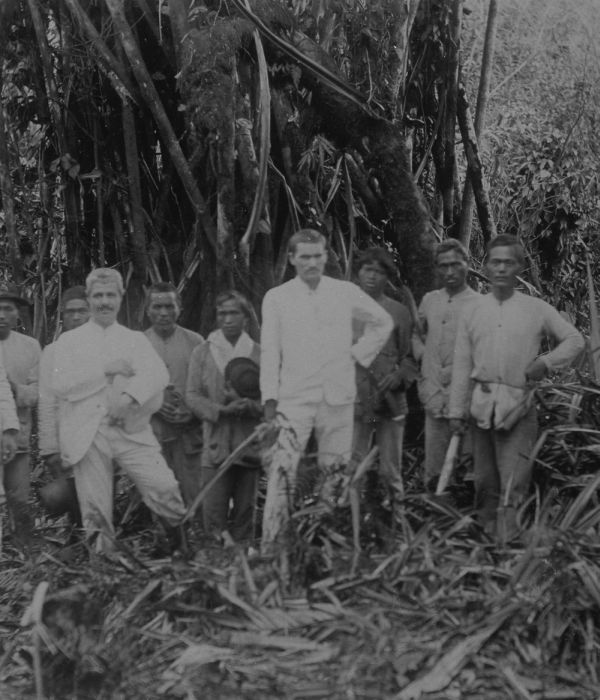
スラウェシ島探検中のサラザンら

ポール・ベネディクト・サラザン（Paul Benedict Sarasin、1856年12月11日 - 1929年4月7日）はスイスの動物学者、自然保護運動家である。スイスの国立公園設立に貢献した。

## 生涯
バーゼルに生まれた。地元の学校で学び、バーゼル大学の教養課程を学んだ後、ヴュルツブルク大学の動物学教授、カール・ゼンパー（Karl Semper）のもとで学び、1882年に貝類の研究で博士号を得た。1883年から1886年の間、甥のフェリックス、いとこのフリッツとイギリス領のセイロンで、動物学、人類学のフィールドワークをし、1893年から1896年にはインドネシアのスラウェシ島で地理学、地質学の調査を行った。1902年からもスラウェシ島を訪れ、この調査の結果を5巻の著書で発表した。
1906年」にスイス自然科学会（Schweizerischen Naturforschenden Gesellschaft、現在のスイス自然科学アカデミー（略称SCANT））の年次会議で自然保護委員会を設置し、1910年にグラーツで行われた国際動物学会での議論を踏まえ、スイス政府に働きかけて、ベルンで世界自然保護のための国際会議を開催した。バーゼルに本部を置く、専門者委員会の議長を務めた。森林学者で登山家のヨハン・コーツ（Johann Wilhelm Coaz）とともに国立公園設立の発案者となった。1914年に法律が作られた。
魚類の種Oryzias sarasinorumやTelmatherina sarasinorumなどが、ポール・サラザンとフリッツ・サラザンに因んで命名されている。 

## 著作
- Sarasin P. & Sarasin F. (1898–1901). "Materialien zur Naturgeschichte der Insel Celebes". Kreidel's Verlag, Wiesbaden.
- Sarasin P. & Sarasin F. (1905). Reisen in Celebes. Wiesbaden. Volume 1, Volume 2.
- Sarasin P. & Sarasin F. "Ergebnisse naturwissenschaftlicher Forschungen auf Ceylon". ["Results of Natural History Research in Ceylon."] Wiesbaden.